# Molukken-Nacktrückenflughund

Skizze des Verbreitungsgebiets, das laut IUCN etwas weiter nördlich reicht (mit Sulawesi im Westen und Neuguinea im Osten)

Der Molukken-Nacktrückenflughund (Dobsonia moluccensis) ist ein in der Region Australis verbreitetes Fledertier in der Gattungsgruppe der Nacktrückenflughunde. Das Typusexemplar stammt von der Insel Ambon. Früher zugerechnete Populationen des Bismarck-Archipels, von Neuguinea, von der Kap-York-Halbinsel in Australien und von Inseln östlich von Neuguinea sind als eigenständige Arten anerkannt.

## Merkmale
Erwachsene Exemplare sind ohne Schwanz 185 bis 210 mm lang, die Schwanzlänge liegt bei 25 bis 30 mm und das Gewicht liegt meist etwas unter 500 g. Es sind 120 bis 146 mm lange Unterarme und 27 bis 31 mm lange Ohren vorhanden. In einigen Populationen sind Weibchen etwas leichter als Männchen. Allgemein ist die Art einer der größten Vertreter ihrer Gattung. Wie der Name andeutet, sind die Flügel auf dem Rücken vereint, was diesen nackt erscheinen lässt. Dieser Flughund hat oberseits und am Kopf braunes bis graubraunes Fell, während die Unterseite von leicht hellerem Fell bedeckt ist. Weitere Kennzeichen sind schwarze Flughäute, schmale Ohren, große Augen, kurze rohrförmige Nasenöffnungen sowie hellbraune bis weiße Krallen an Fingern und Zehen. Die verlängerte Putzkralle am zweiten Finger fehlt jedoch. Auffällig sind vier paarig angeordnete Drüsen, die vor allem bei Männchen zur Paarungszeit ein moschusartiges Sekret absondern. Von diesen liegen zwei vor den Ohren und zwei an den Seiten der Schultern neben dem Ansatz der Flügel.

## Verbreitung
Das Verbreitungsgebiet deckt einige Inseln der Molukken. Möglicherweise reicht es ostwärts bis zu den Aru-Inseln. Dieser Flughund lebt im Flach und Bergland bis 2700 Meter Höhe. Er hält sich in feuchten tropischen Wäldern auf und besucht Plantagen sowie Gärten. Trockene Baumbestände und Savannen werden gemieden.

## Lebensweise
Das Tagesversteck kann in Höhlen, unter Felsvorsprüngen, in verlassenen Bergwerken, Erdlöchern, im dichten Blattwerk der Bäume und in nicht genutzten Gebäuden liegen. Der Molukken-Nacktrückenflughund bildet am Ruheplatz Kolonien unterschiedlicher Größe. Pro Wurf wird ein Jungtier geboren. Dieser Flughund teilt gelegentlich den Schlafplatz mit nahe verwandten Arten. Zur Nahrung zählen Feigen, Früchte von Myrobalanen, Früchte der Gattung Calophyllum (Familie Clusiaceae), Eukalypten, Pangium edule und verschiedene in Plantagen angebaute Früchte. Bei Populationen, die nicht mehr zu dieser Art gerechnet werden, sind Weibchen drei Monate trächtig und die Nachkommen erhalten vier bis fünf Monate Muttermilch. Anfänglich trägt die Mutter ihr Junges kurze Strecken. Die Geschlechtsreife tritt vermutlich nach zwei Jahren ein.

## Gefährdung
Regional wirken sich Waldrodungen, Bergbau und die Jagt zur Fleischgewinnung negativ auf den Bestand aus. Einige Exemplare werden als Fruchtdiebe verfolgt. Zusätzlich verfangen sich einige Flughunde in Stacheldrahtzäunen. Die IUCN listet die Art als nicht gefährdet (least concern) aufgrund einer stabilen Gesamtpopulation.